# Поворот: Шпионы Вашингтона
«Поворо́т: Шпио́ны Ва́шингтона», также известный как «Аге́нт» (англ. Turn: Washington's Spies) — американский драматический телесериал, созданный Крейгом Силверштейном для канала AMC по книге Александра Роуза «Шпионы Ва́шингтона: История о первой американской шпионской организации» (англ. Washington's Spies: The Story of America's First Spy Ring). Премьера сериала состоялась 6 апреля 2014 года.

## Сюжет
Телесериал рассказывает о реальных событиях, происходивших в 1776 и 1777 годах в районе Сетокет, Нью-Йорк. Фермер Эйбрахам Вудхалл (Джейми Белл), вместе со своими друзьями, основывает «Калпер Ринг» (The Culper Ring) — шпионскую организацию. «Калпер Ринг» оказала сильное влияние на весь ход событий в войне за независимость в США. Действие сериала начинаются в октябре 1776 года, почти сразу же после побед Великобритании в битве за Лонг Айленд, Статен-Айленд и Нью-Йорк, которые довели армию генерала Джорджа Вашингтона до отчаяния.

## В ролях
| Актёр           | Персонаж                  | Сезоны       | Сезоны       | Сезоны    | Сезоны    |
| Актёр           | Персонаж                  | 1            | 2            | 3         | 4         |
| --------------- | ------------------------- | ------------ | ------------ | --------- | --------- |
| Джейми Белл     | Эйбрахам (Эйб) Вудхалл    | Постоянно    | Постоянно    | Постоянно | Постоянно |
| Сет Нумрик      | Майор Бенджамин Таллмедж  | Постоянно    | Постоянно    | Постоянно | Постоянно |
| Дэниел Хеншолл  | Лейтенант Калеб Брюстер   | Постоянно    | Постоянно    | Постоянно | Постоянно |
| Хезер Линд      | Анна Стронг               | Постоянно    | Постоянно    | Постоянно | Постоянно |
| Миган Уорнер    | Мэри Вудхалл              | Постоянно    | Постоянно    | Постоянно | Постоянно |
| Кевин Макнелли  | Судья Ричард Вудхалл      | Постоянно    | Постоянно    | Постоянно | Постоянно |
| Бёрн Горман     | Майор Эдмунд Хьюлетт      | Постоянно    | Постоянно    | Постоянно | Постоянно |
| Ангус Макфадьен | Майор Роберт Роджерс      | Постоянно    | Постоянно    | Постоянно | Гость     |
| Сэмюэл Рукин    | Капитан Джон Грейвс Симко | Постоянно    | Постоянно    | Постоянно | Постоянно |
| Джей Джей Филд  | Майор Джон Андрэ          | Постоянно    | Постоянно    | Постоянно |           |
| Иэн Кан         | Генерал Джордж Вашингтон  | Периодически | Постоянно    | Постоянно | Постоянно |
| Оуайн Йомен     | Генерал Бенедикт Арнольд  |              | Постоянно    | Постоянно | Постоянно |
| Ксения Соло     | Пегги Шиппен              |              | Постоянно    | Постоянно | Постоянно |
| Ник Уэстрейт    | Роберт Таунсенд           |              | Периодически | Постоянно | Постоянно |

## Производство
Первый трейлер телесериала AMC показал в межсезонье, включив его в последний эпизод сезона телесериала «Ходячие мертвецы». 23 июня 2014 года сериал был продлён на второй сезон. 15 июля 2015 года сериал был продлён на третий сезон. 26 июля 2016 года сериал был продлён на четвёртый и финальный сезон.

## Эпизоды
| Сезон | Сезон | Эпизоды | Оригинальная дата показа | Оригинальная дата показа |
| Сезон | Сезон | Эпизоды | Премьера сезона          | Финал сезона             |
| ----- | ----- | ------- | ------------------------ | ------------------------ |
|       | 1     | 10      | 6 апреля 2014            | 8 июня 2014              |
|       | 2     | 10      | 13 апреля 2015           | 8 июня 2015              |
|       | 3     | 10      | 25 апреля 2016           | 27 июня 2016             |
|       | 4     | 10      | 17 июня 2017             | 12 августа 2017          |